# Geschichte der Schriftmedien
Als Schriftmaterialien, Schriftmittel, Schriftträger oder Schriftmedien bezeichnet man alle von der ältesten bis zur neuesten Zeit alle Materialien und Gegenstände, die konventionell als Träger von Schrift benutzt werden – im Unterschied zu Schreibmaterialien (alle zum Schreiben dienenden Materialien, Hilfsmittel und Geräte, beispielsweise Schreibwaren). Abhängig davon, ob es sich um beschriebenes oder bedrucktes Material handelt, spricht man auch von Beschreibstoff und Bedruckstoff.

## Geschichtlicher Überblick

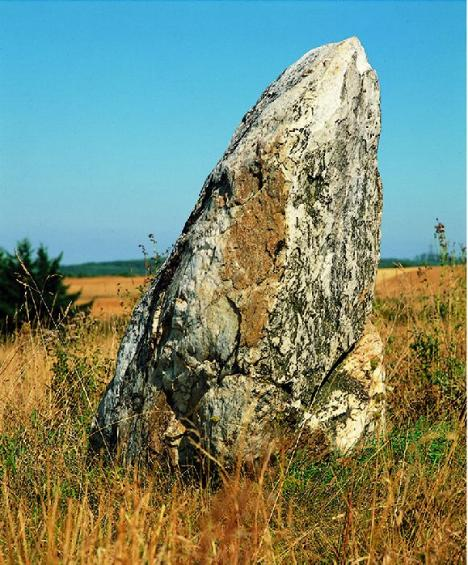
Hinkelstein bei Thomm

Erdhügel, Baumpflanzungen, Steinhaufen, Felswände, Pfähle und Kreuze waren solche im weitesten Sinn erste Schriftzeichen, die anderen dokumentierten, dass dort Tote ruhten, große Taten geschehen seien oder welcher Weg von hier zur nächsten Ansiedlung führt. Bei diesen Merk- und Denkmalen gab – analog der geschriebenen Schrift im engeren Sinn – die mündliche Überlieferung (Tradition) die weitere Erklärung; allmählich fügte man bezeichnende Figuren hinzu, zur Unterscheidung und Unterstützung des Gedächtnisses.

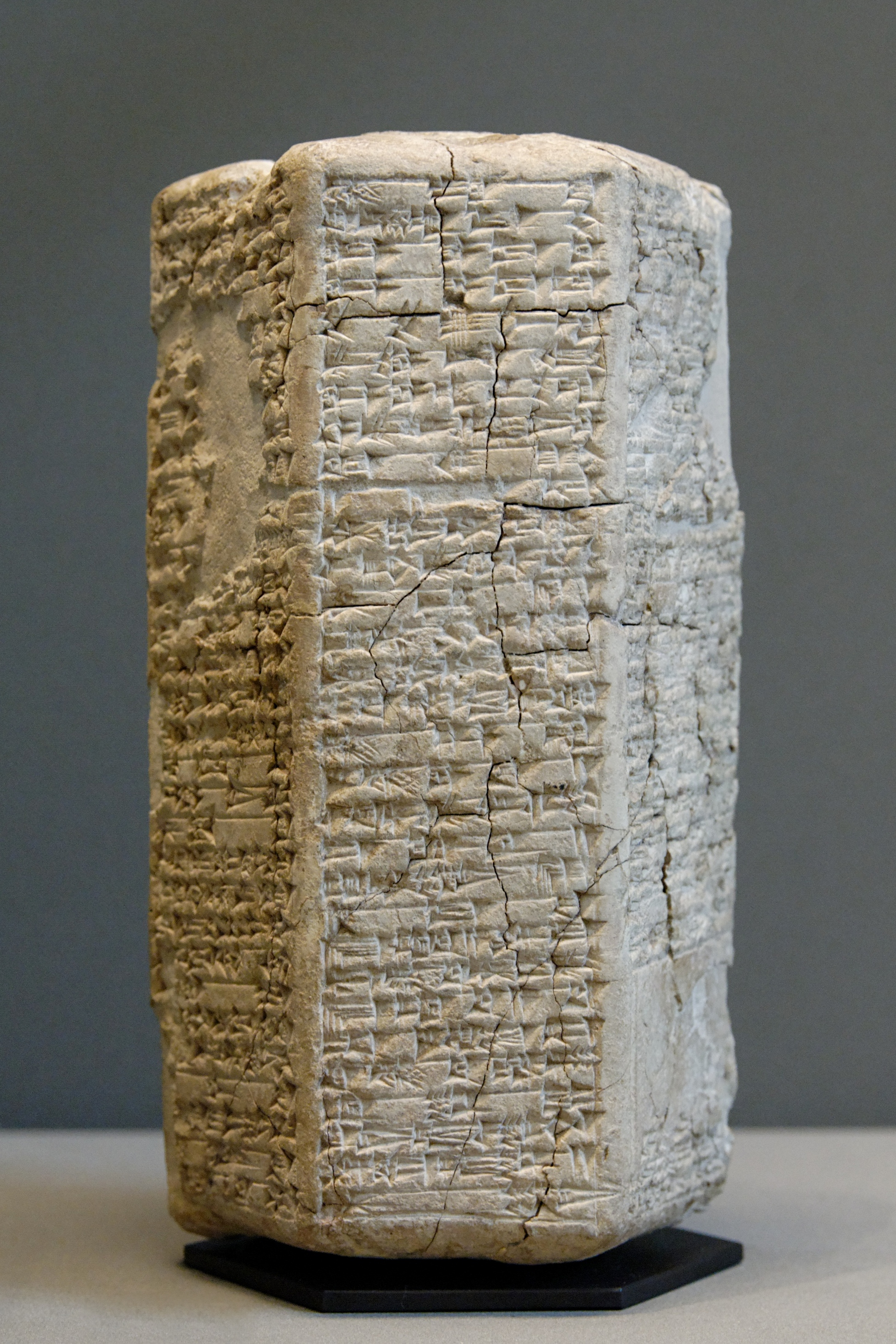
Keilschrift-Tontafel. Sumer. 1950 v. Chr.

Schon in ältester Zeit drückte man mit Stäbchen die Schrift als Figuren und Keile in Tontafeln, welche danach an der Sonne getrocknet wurden, wie Funde im alten Akkad (Chaldäa) zeigen. Das Gleiche tat man in Ninive, Babylon und Sipphara (Stadt der Bücher), in den Städten zwischen dem Tigris und Euphrat. Bei Überschwemmungen gingen mit den tönernen Häusern auch die meisten tönernen Bibliotheken verloren. Deshalb brannte man später die Tonmassen, wie man denn auch die für Bauten geformten Backsteine zu Ziegeln (sigillae) brannte.

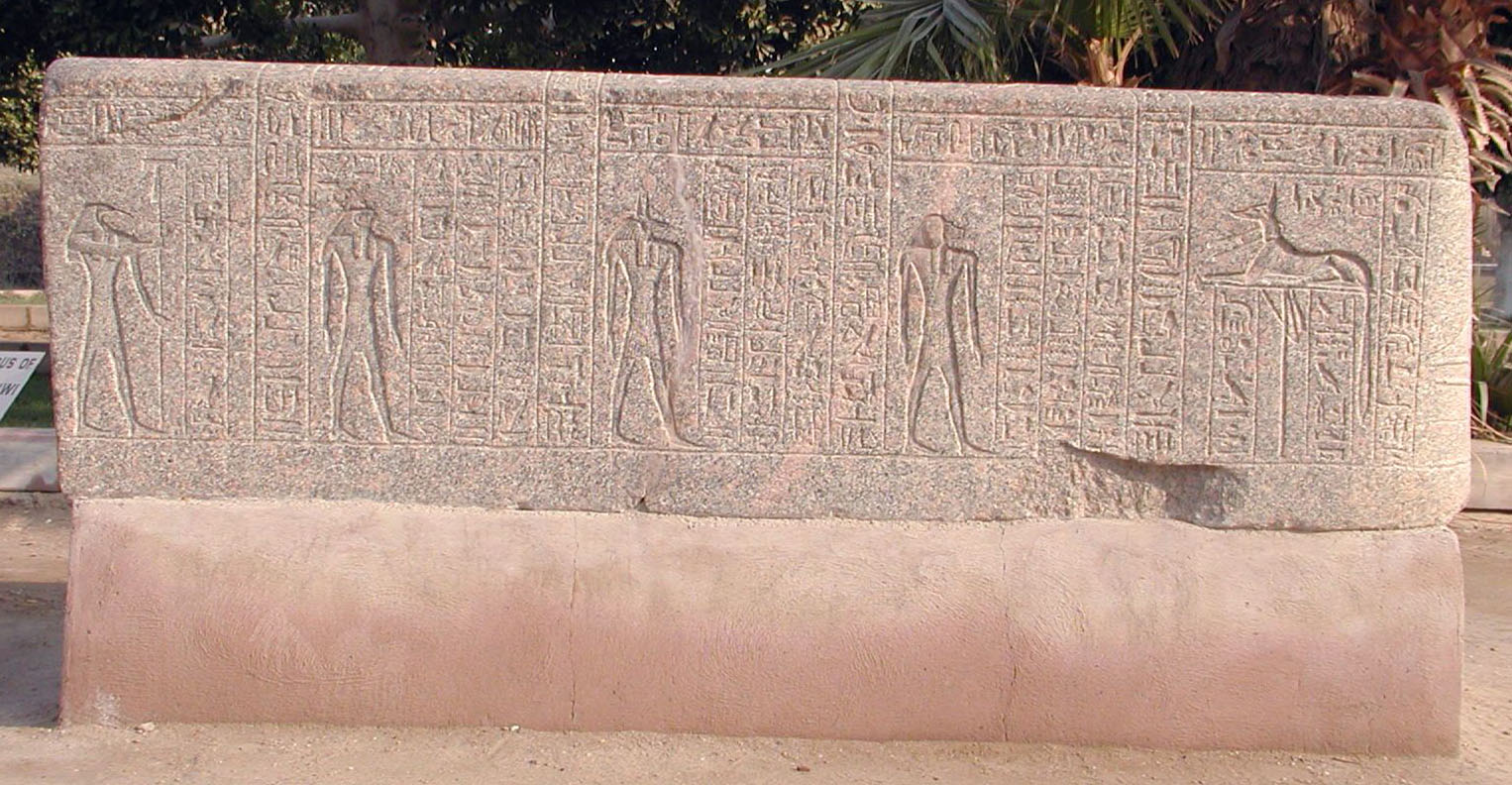
Gemeißelte Steintafel mit Hieroglyphen. Memphis

In Ländern ohne Tonvorkommen versuchte man zuerst, die zum Eingravieren von Schrift geeignetsten Steinarten zu verwenden, welche zugleich eine große Dauerhaftigkeit erwarten ließen. Schiefer, Marmor, Gips, Porphyr (das alte Purpur) und Kalksteine waren das Schriftmittel der steinernen Bibliotheken der Chinesen, Arier, Iranier und Ägypter. An die Stelle der Stäbchen waren Meißel, Keil und Schlägel getreten.
Im 4. Jahrtausend v. Chr. diente die Schrift wahrscheinlich zunächst für Wirtschaftstexte, den Kult und die Astronomie, später im Zuge der Bildung der Staatswesen wie Sumer, Ägypten, China, Chaldäa, Assyrien, Babylon der Dokumentation von Gesetzen, dem Ruhm der Herrscher zu Lebzeiten und vor allem im Tode durch die Errichtung Grabstätten, die mit Nachricht über den Toten (Lypogäen, Pyramiden) versehen wurden. Steinerne Inschriften verwendet man auch heute noch auf Friedhöfen, Denkmalen und Gedenktafeln.
Die Hieroglyphe in der Kolossalgestalt verkleinerte sich bei allen Völkern zur hieratischen und endlich zur demotischen (volkstümlichen) Schrift. Der Handelsverkehr und die Wissenschaft verlangten immer häufigere und damit gedrängtere Niederschriften. Das steinerne Material musste verlassen werden und man begann, Materialien aus dem Pflanzen- und Tierreich zu verwenden.

## Holztafeln
Namentlich in China lässt sich der Gebrauch der Holztafeln weit ins Altertum verfolgen. Die Holztafeln (tabellae) waren mit farbigem Wachs überzogen, in das mit dem Griffel (stilus), der meist aus Eisen, Blei oder Elfenbein bestand, bis zum weißen Untergrund geritzt wurde. Er hatte am anderen Ende eine flache, spatelförmige Gestalt die zum Verstreichen des Wachses diente. Daher rührt der Ausdruck stilum vertere den Griffel wenden, korrigieren. Viele Tafeln konnten mit Schnüren durch Ösen zusammengebunden werden und ergaben den Kodex. Die beiden äußeren Tafeln waren Schutz und Einband, weshalb sie nur innen beschrieben werden konnten.
Vor dem Funkverkehr wurden im Bahnbetrieb zeitweise Abwurftäfelchen genutzt.

## Leder
Ungegerbte Häute, Leder, als breite Streifen und Riemen, fanden bei den Persern, Medern, Assyrern und Hebräern Eingang. Die ungegerbten Häute wurden mit Tusche aus Ruß und Öl, die gegerbten Häute mit einer verdickten Lösung von Kupferwasser (chalcantum), beide Arten übereinstimmend mit Schreibrohr (calamus, von griechisch kalamos), beschrieben, was später zu den alaunten Häuten und 183 v. Chr. den König Eumenes II. von Pergamos zu der Bereitung des danach benannten Pergaments führte.

## Palmblätter und anderes
Von Ostasien bis Indien, auf den meisten Südseeinseln und an der ostafrikanischen Küste bediente man sich der Palmblätter von Corypha umbraculifera und mancher anderer fleischiger Blattarten (Aloe), während man in Vorderasien bis Griechenland auch in Blätter (Platten) geschnittene Tierknochen, Elfenbein, Muschelschalen und dergleichen benutzte und bei diesen, wie bei jenen, die Schrift mit einem spitzen Griffel einritzte und mit Ölruß schwärzte.
In Nordamerika benutzten einige Stämme die Rinde der Papier-Birke zu Beschreibzwecken.

## Papyrus

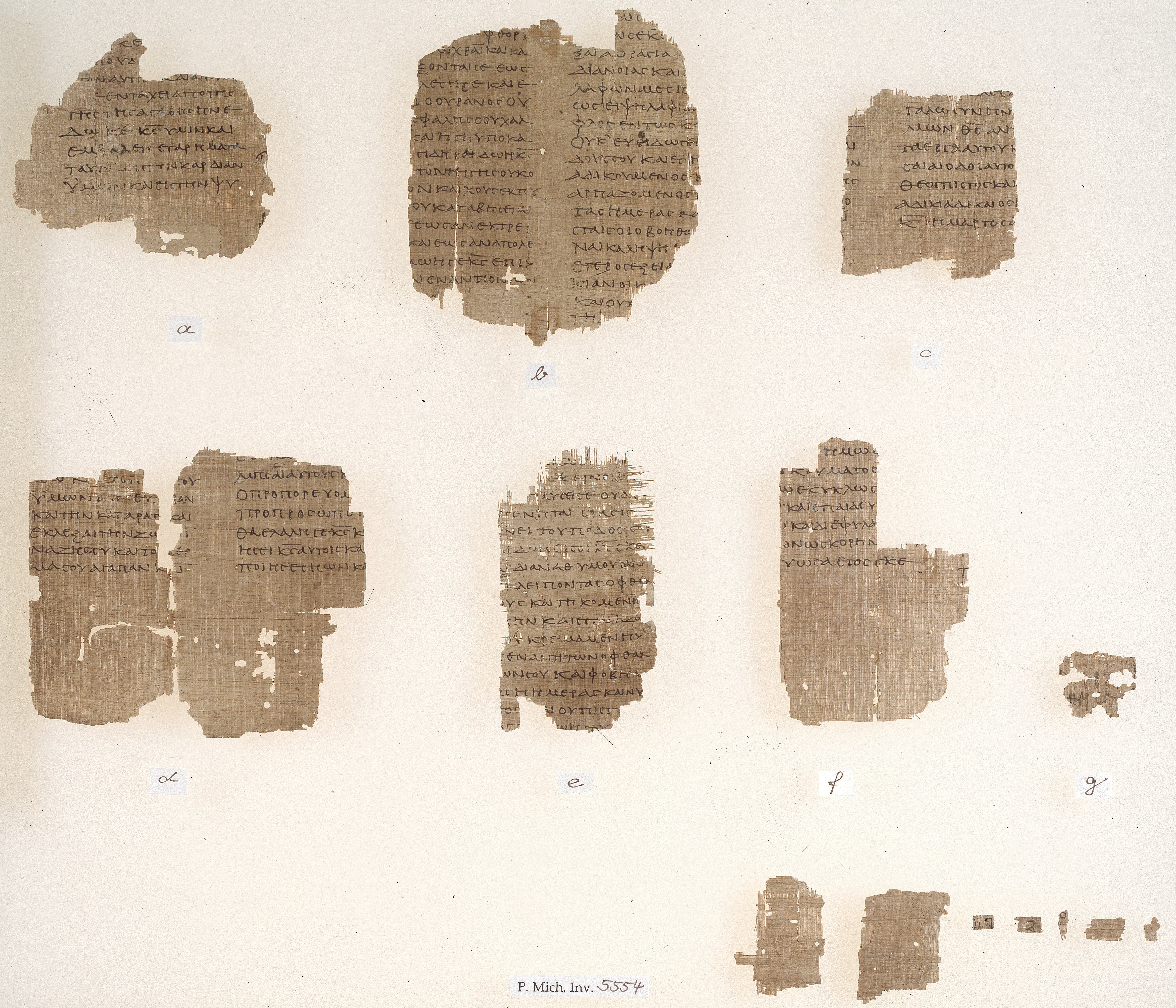
Papyrus Chester Beatty: Griechisches Bibelmanuskript, Fragmente

Papyrus wurde vorwiegend im alten Ägypten hergestellt und konnte durch den trockenen und somit gut konservierenden Sand bis heute erhalten bleiben. Aufgrund der Herstellung war es nur einseitig beschreibbar. Eine Papyrusrolle war in der Regel circa sechs bis zehn Meter lang und 25–30 cm breit. Extrem lange Rollen wie Homers Hauptwerk erreichen eine Länge von 81 Metern. Aus Handhabungsgründen kaufte sich die Mehrheit lose Blätter, die sie erst beschreiben konnten und danach von einem geschickten Kleber (glutinator) zusammenfügen ließen.
Eine typische Papyrusrolle gleicht unserer heutigen Zeitung: zwei Spalten (columnen) mit gleicher Zeilenanzahl und 35 Buchstaben (entspricht einem Hexameter). Die Breite zum Rand variierte. Ein größerer Rand galt als eleganter und steigerte den Wert der gesamten Rolle. Zusätzlich konnte der Autor noch Bemerkungen (Scholien) hinzufügen. Durch die Brüchigkeit des Materials wurde unten ein Stab (umbilicus) aus Holz oder Elfenbein montiert. Ein Etikett mit Titel am oberen Rand informierte über Inhalt und Autor.
Der ausgedehnte Handelsverkehr der Ägypter seit alter Zeit und der Mangel anderen geeigneten Materials hatten dieses hochkultivierte Volk zur Aufsuchung eines so feinen Schriftstoffs, wie es das quer übereinander geklebte Papyrusblatt ist, angeregt. Die Papyrusindustrie war hoch entwickelt, Alexandria und das gesamte Deltagebiet verfügten über zahlreiche bedeutende Werkstätten. Die Einnahmen aus der Papyrusindustrie reichten aus, das ägyptische Heer zu unterhalten. Bis um 100 v. Chr. schrieb man nur auf Papyrus, bis das Pergament aufkam, welches sich gegen Ende des 7. Jahrhunderts durchsetzte.

## Pergament
Pergament ist ein aus Tierhaut gefertigter Beschreibstoff, wobei man Schafshaut bevorzugte. Sie wurde enthaart, gereinigt, gespannt, getrocknet und danach geglättet. Anders als Papyrus war Pergament beidseitig beschreibbar. Zur Reinigung wurde es in ein Säure- und Basenbad eingetaucht. Ein Pergament konnte auch, nachdem es beschrieben war, bei Bedarf wieder abgeschabt und anschließend neu beschrieben werden.
Pergament fand in Europa Ende des 6. Jahrhunderts Eingang und wurde dort bis Ende des 13. Jahrhunderts genutzt, als das Baumwollpapier aus Syrien später in Sizilien und Spanien aufkam (siehe Papier). Im Norden Europas wurde auch Birkenrinde verwendet.
Wie für Papyrus verwendete man als Schreibgerät für Pergament ein zugespitztes Schreibrohr (calamus), meist aus Schilf. Die Spitze war wie bei den späteren Stahlfedern geteilt, so dass der Kapillareffekt eintreten konnte. Seit Anfang des 7. Jahrhunderts bediente man sich in den europäischen Kanzleien der Raben- und Gänsefedern (Federkiel). Die Wohlhabenden gebrauchten Federn aus Elfenbein.
Man schrieb mit Tusche, was auch beim Baumwollpapier in Asien und Ägypten beibehalten wurde. Die Tinte wurde wahrscheinlich um das 4. Jahrhundert von den Rabbinern aus dem Orient nach Europa gebracht. Sie war durch die Mischung aus Wasser, Klebstoff und Ruß schwarz (aqua tincta bzw. atramentum). Ihre ausgezeichnete Qualität ist durch ihre Haltbarkeit bewiesen worden.

## Papier

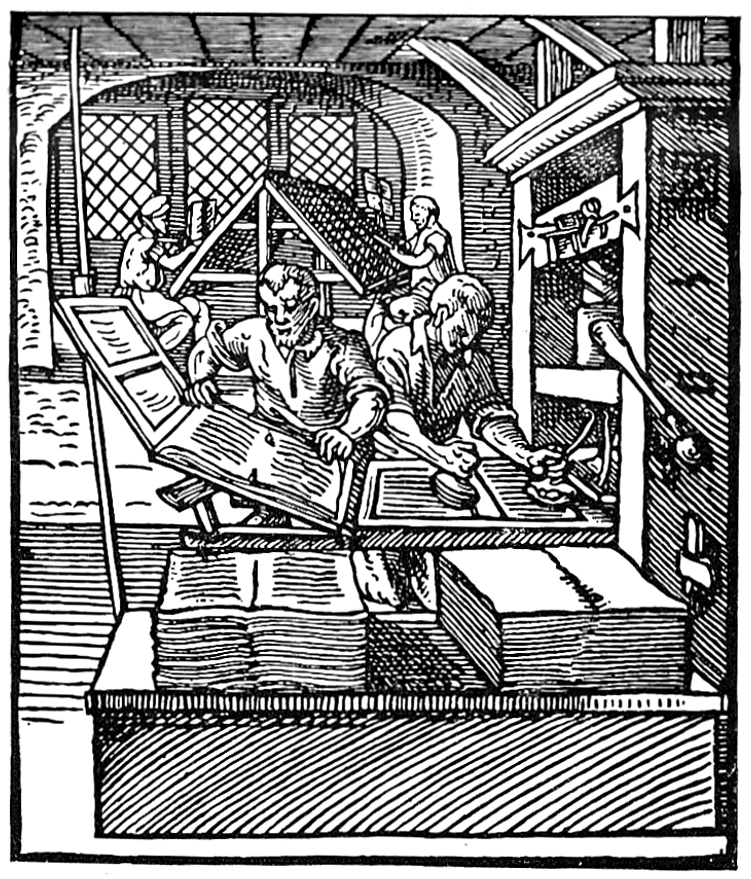
Buchdruck im 16. Jahrhundert

Die Erfindung des Leinenpapiers aus abgetragenen Geweben hat in der ganzen Welt (außer China, Japan und Korea) alle anderen Schrift- und Schreibmaterialien verdrängt; an Stelle des Federkiels konnte seit 1830 die Silber- und bald darauf die Stahlfeder treten (siehe Schreibfeder#Federn aus Metall).
Während die handschriftliche Erstellung von Texten langsam war und wenig Beschreibstoff erforderte, leitete die Erfindung des Buchdrucks eine neue Ära ein. Der Bedarf an Papier stieg damit drastisch an.
Das festzuschreibende Wissen entwickelte sich derart, dass Bücher im 20. Jahrhundert vorerst auf Mikroform verkleinert und Texte schließlich digital gespeichert wurden.

## Datenträger für computerbasierte Lesesysteme

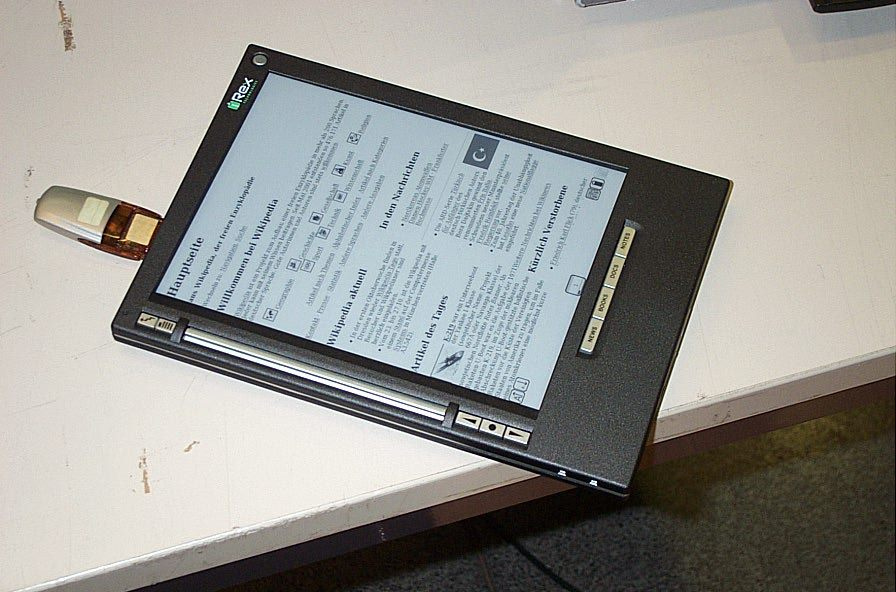
Wikipedia-Startseite auf einem iRex

Computer können Texte digital auf Speichermedien verwalten und die Übertragung auf Datenträger steuern. Computerbasierte Datenträger sind daher auch zu den Schriftmedien zu zählen. Bei einem Datenträger ist die Art des Materials weniger wichtig, es kommt nur darauf an, dass er mit einem Binärcode beschrieben und wieder ausgelesen werden kann.
Hierbei wird die Schrift nicht unmittelbar auf das Material bedruckt und kann auch nicht mit dem bloßen Auge ausgelesen werden. Das Medium (häufig optisch oder mechanisch beeinflussbares oder magnetisierbares Material) ist also nur mittelbarer Träger der Daten-Bits. Der gespeicherte Binärcode an sich enthält nur Zahlen, welche vom Computer interpretiert werden müssen. Damit die Interpretation ein Schriftbild ergibt, muss eine für den Datenträger geeignete elektronische Leseeinrichtung sowie ein für den verwendeten Code geeignetes interpretierendes Programm vorhanden sein. Die noch häufig verwendete ASCII-Codierung für die einzelnen Buchstaben wird zunehmend durch Unicode abgelöst. Das Layout, bzw. die Buchstabenanordnung und Stil-Formatierungen zur Anzeige auf einem Bildschirm oder zum Druck wird durch Hypertext-Markup-Programmsprachen wie HTML gesteuert.
Das Entwicklungstempo der Datenformate schafft jedoch neue Probleme bei der Langzeitarchivierung.
Wurde die Schrift decodiert, kann man sie dann mit einem bildgebenden Verfahren wieder sichtbar machen. In den frühen Computerzeiten haben Drucker diese Aufgabe erledigt. Heutzutage sind es meistens Bildschirme, die eine Schrift darstellen. Der Trend zu mobilen Laptops und PDAs sowie die Forschung an elektronischem Papier zeigen, dass die Entwicklung der Schriftmedien nicht stillsteht.